# Gravitacijski valovi
Gravitacijski valovi ili gravitacijsko zračenje je poremećaj gravitacijskog polja, širi se poput valova. Javlja se kod ubrzanja masa: eksplozija supernovih, obilaženja zvijezda u bliskome dvojnom sustavu i slično. Kod nekih dvojnih zvijezda utvrđeno je da smanjenje ukupne orbitalne energije odgovara energiji koju odnose valovi.
Od četiriju poznatih osnovnih sila u prirodi, gravitacija je najslabija pa je u području atoma i molekula potpuno zanemariva prema elektromagnetskim i nuklearnim silama. U svemirskim veličinama, gdje međusobno djeluju velike nakupine masa, međuzvjezdani plinovi, zvijezde, galaktike, gravitacija igra važnu ulogu. Astronomska otkrića pulsara i kvazara i teorije o razvoju zvijezda stavljaju teoriju gravitacije pred nove probleme, kao što su pitanje stalnosti gravitacijske konstante tijekom vremena, mehanizam gravitacijskoga kolapsa koji uzrokuje energetsku degeneraciju zvijezda. Kod gravitacijskoga kolapsa, sile zvjezdane gravitacije posve nadjačaju sile tlaka elektromagnetskog zračenja i zvijezda se sve više komprimira. Nakon porasta gravitacije iznad neke veličine, zvijezda postane za promatrača nevidljiva (crna rupa), jer kvanti zračenja više ne mogu napustiti zvijezdu. Za objašnjenje tih pojava može se pokazati nužnim da se u gravitacijskoj teoriji provede kvantizacija (kvantna mehanika). Energija gravitacijskoga polja bila bi kvantizirana i širila bi se kroz polje u gravitacijskim valovima. Kvant gravitacijskoga polja zove se graviton.

## Graviton
Graviton (prema gravitacija), kvant gravitacijskog polja, prijenosnik temeljne gravitacijske sile. To je čestica s masom mirovanja jednakom nuli i nultim nabojem, bozon sa spinom 2h, a pripadno je polje tenzorsko. Graviton bi trebao biti kvant gravitacijskih valova, što ih je kao mreškanje (promjene) prostor-vremena koje se širi brzinom svjetlosti. Einstein predvidio već 1916. U supersimetričnim minimalnim proširenjima standardnoga modela (fizika elementarnih čestica), čestice cjelobrojnoga spina dobivaju partner-česticu polucijeloga spina. Tako bi gravitonu spina 2h odgovarao gravitino polucijeloga spina 3h/2.

### Dualizam
Dualizam (novolatinski dualismus, prema latinskom dualis: dvojan, dvostruk), u fizici, je fizikalno svojstvo elektromagnetskog zračenja (foton) i osnovnih čestica tvari da pokazuju i valna i čestična svojstva, ovisno o okolnostima. Kada se elektromagnetsko zračenje širi prostorom, javljaju se ogib (difrakcija) i interferencija, što je dokaz da ima valna svojstva. Kada elektromagnetsko zračenje međudjeluje s elektronima iz tvari pri fotoelektričnom učinku, ono se ponaša poput roja sićušnih nedjeljivih čestica, grudica energije koje se zovu fotoni. Dakle, u jednim okolnostima (međudjelovanje s elektronima u metalu) elektromagnetsko zračenje ponaša se kao roj čestica, a u drugim okolnostima (širenje prostorom) kao val. Louis de Broglie iznio je 1923. hipotezu da se analogno tomu ponašaju i čestice tvari, kao na primjer elektroni. Snop elektrona pri međudjelovanju s tvari na koju nalijeće ponaša se kao roj čestica, ali kada se taj snop širi prostorom, on pokazuje valna svojstva. Poslije je pokusima dokazano da se za snop elektrona dobivaju pojave ogiba i interferencije, to jest da pri širenju zaista pokazuje valna svojstva. Zato se u kvantnoj fizici česticama pridružuju matematičke funkcije (valne funkcije), koje su rješenja određene valne jednadžbe (Schrödingerova jednadžba).

### Einsteinova teorija gravitacije
Einsteinova teorija gravitacije prelazi u prvom približenju (aproksimaciji) u klasičnu teoriju, a kako su posljedice teorije relativnosti vrlo malene, to je pokusom teško dokazati njezinu ispravnost. Dosadašnji eksperimentalno dobiveni podatci, kao npr. oni o odstupanju stvarne putanje Merkura oko Sunca od putanje koju daje klasična teorija, ili pak oni o savijanju zraka svjetlosti u gravitacijskom polju Sunca (pomak prema crvenomu dijelu spektra), u skladu su s Einsteinovom teorijom gravitacije. Iako je ta teorija gravitacije skladna, ona je ipak složena, pa je bilo više pokušaja da se nađu jednostavniji principi na kojima bi se mogla izgraditi teorija gravitacije. Najviše uspjeha postigli su George David Birkhoff i Edward Arthur Milne. U novije doba također se mnogo radi na tzv. unificiranoj teoriji polja, kojoj je i Einstein posvetio dugi niz godina istraživanja. Ta teorija trebala bi istim jednadžbama obuhvatiti i gravitacijsko i elektromagnetsko polje. Dosadašnji pokušaji još nisu dali potpuno zadovoljavajuće rezultate.

## Otkriće gravitacijskih valova
Dne 11. veljače 2016. znanstvenci okupljeni oko projekta LIGO (eng. The Laser Interferometer Gravitational-Wave Observatory') objavili su da su otkrili su do danas neotkrivene gravitacijske valove.  
Prvo su zapazili 14. rujna 2015. par crnih rupa udaljenih 1,3 milijarde svjetlosnih godina, od koji je jedna imala masu veličine 29 Sunčevih masa (Sunce ima masu oko 2 ∙ 1030 kilograma), a druga 36 Sunčevih masa, raspoređenih na malenoj površini od nekoliko desetaka kilometara. One su prvo kružile jedna oko druge da bi se konačno stopile u jednu (znači ukupna masa je bila 65 Sunčevih masa). To je ujedno i prvi put da je potvrđeno postojanje dvojnog sustava crnih rupa. Energija koja se stvorila tim spajanjem bila oko 50 puta veća od energija svih zvijezda koje se nalaze u vidljivom dijelu svemira. Signal se rasprostirao na frekvenciji od 35 do 250 Hz. Masa novostvorene crne rupe je oko 62 Sunčeve mase, a energija od 3 Sunčeve mase se rasprostirala svemirom u obliku gravitacijskih valova. Signal je bio viđen s LIGO detektorima u Livingstonu (Louisiana) i Hanfordu (Washington), koji su udaljeni oko 3 000 kilometara, s razlikom od 0,007 sekundi zbog različitih kuteva između detektora i izvora. Signal je došao iz južne strane nebeske sfere, otprilike iz smjera Magellanovih oblaka (dvije galaktike, Veliki Magellanov oblak i Mali Magellanov oblak). Razina pouzdanosti da su viđeni signali gravitacijski valovi je 99,99994 %.